# Баб-і-Алі

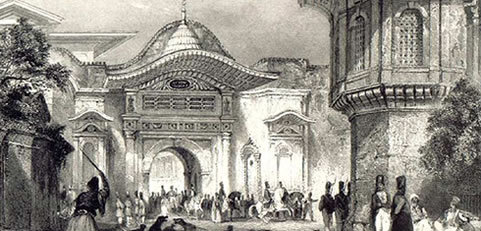
Bab-i Ali.

Баб-і-Алі — у Османській імперії -„Високий Поріг/Високі ворота“ — офіційна назва урядової установи, зокрема, султанського уряду.
Слово Баб (в перекладі «ворота», «двері») в Османській державі вживалося в різних значеннях:
- Баб-і Хумаюн - султанські ворота, вхід до палацу,
- Баб-і Асафа, Баб-і Алі - відомство великого візира,
- Баб-і Дефтера - управління фінансів,
- Баб-і Мешіхат - управління шейхульіслама,
- Баб-і Сераскер - управління військовими справами.

Термін Баб-і Алі в джерелах XVI-XVII ст. іноді проходить як Баб-і Хумаюн або Диван-і Хумаюн і не вживається в значенні резиденції великого візира. Тільки до кінця XVIII ст. термін Баб-і Алі став вживатися в значенні управління великого візира і урядової установи (Паша Капісі). Першими стали вживати цей термін в значенні урядової установи історіограф Халіл Нурі (пом. 1798) та історики Едіб Мехмед Емін-ефенді (пом. 1801) і Ахмед Васиф-ефенді (пом. 1806). Поступово європейські історики і мандрівники стали в своїх працях вживати це словосполучення, яке на Заході набуло значення османського уряду, як Висока Порта (Блискуча Порта).
У XIX ст. особливо за часів правління Абдулмеджіда і Абдулазіза, Висока Порта стала виразом, що означає османський уряд.
Баб-і Алі, з точки зору його внутрішнього устрою, порядку роботи і місця у державній організації, розглядають в двох періодах: до створення міністерств і після, тобто Баб-і Алі до 1830 р. і після. 
В доміністерський період в Баб-і Алі існував свій особливий стиль організації роботи. Під керівництвом великого візира було три головних повноважних високих особи:
- кетхуда-і Садр-і (керуючий внутрішніми справами держави),
- реісулькуттаб,
- чавушбаші.

У кожного з них були канцелярії. Ці три вищих посадових особи мали свої кадри і були незалежні, але одночасно з цим складали свиту великого візира.